# 유필선
유필선(1970년 9월 6일 ~ )은 대한민국의 전 야구 선수다.

## 기록
- 1996년 : 17경기 6안타 0.429
- 1997년 : 29경기 13안타 0.245
- 1998년 : 83경기 46안타 5홈런 0.245
- 1999년 : 23경기 7안타 1홈런 0.189
- 2000년 : 19경기 5안타 0.161
- 2001년 : 8경기 1안타 0.167

## 출신 학교
- 경기상업고등학교
- 계명대학교

## 등번호
- 13 (1996)
- 9 (1997~2001)

## 같이 보기
- 1998년 롯데 자이언츠 시즌
- 2001년 두산 베어스 시즌